# Новоказанка (Кувандицький міський округ)
Новоказа́нка (рос. Новоказанка) — присілок у складі Кувандицького міського округу Оренбурзької області, Росія.

## Населення
Населення — 184 особи (2010; 259 у 2002).
Національний склад (станом на 2002 рік):
- росіяни — 79 %